# 고그리알주

고그리알 주의 위치

고그리알주(영어: Gogrial State)는 남수단 서부 바르알가잘 지방에 위치한 주로 주도는 쿠아조크이며 면적은 8,823.8km2, 인구는 462,480명(2014년 기준)이다.
2015년에 실시된 행정 구역 개편에 따라 와랍 주에서 분리되어 신설되었다. 북쪽으로는 트위크 주, 북동쪽으로는 북리에치 주, 남동쪽으로는 톤즈 주, 남서쪽으로는 와우 주, 서쪽으로는 아웨일 주, 북서쪽으로는 동아웨일 주와 접한다. 13개 군을 관할한다.